# Kenny Wheeler
Kenny Wheeler, (St. Catharines, Ontario, 1930. január 14. – London, 2014. szeptember 18.) kanadai dzsessztrombitás, kürtös.

## Pályafutása
Kenny Wheeler tizenkétévesen kezdett trombitálni. A Torontói Királyi Konzervatóriumban tanult. Tanulmányai befejezése után  Londonba költözött (1952). Kezdetben swing- és tánczenekarokban játszott.
A Newport Jazz Festivalon John Dankworth zenekarával lépett fel, és 1965-ig velük is maradt. 1966-ban Wheeler felfedezte magának a free jazzt, és John Stevens Spontneous Music Ensemble-belépett (1969-75). A következő négy évben ott játszott; amellett a Mike Gibbs Orchestra-ban dzsessz-rockot játszott. 1969-72-ben Tony Oxley szextettben volt − Derek Bailey és Evan Parker mellett.
Wheeler 1970-ben meghívást kapott Alexander von Schlippenbach német zongorista free jazz big bandjébe.
A '70-es évek első felében Wheeler Anthony Braxtonnal játszott. 1975-ben  elhagyta Braxtont, és csatlakozott az Azimuth trióhoz. Wheeler egy sor kiváló ECM ECM Records albumot adott ki. A 2000-es és 2010-es években több lemeze volt rögzített a CAM Jazz-szel.
Wheeler 2014. szeptember 18-án, rövid betegség után elhunyt. Utolsó stúdiófelvétele, a „Songs for Quintet” 2015-ben jelent meg a 85. születésnapján.

## Albumok
- 1968: Windmill Tilter John Dankworth Orchestra
- 1973: Song for Someone
- 1975: Gnu High
- 1976: Ensemble Fusionaire
- 1977: Deer Wan
- 1980: Around 6
- 1984: Double, Double You
- 1988: Flutter By, Butterfly
- 1988: Visions
- 1990: Music for Large & Small Ensembles
- 1990: The Widow in the Window
- 1991: Spanish Rhapsody (Creative Art Ensemble Hungary by Vukán György)
- 1992: Kayak
- 1997: All the More
- 1997: Angel Song
- 1999: A Long Time Ago
- 2003: Island (Bob Brookmeyer and Kenny Wheeler album)
- 2003: Dream Sequence (1995–2003)
- 2004: Where Do We Go from Here?
- 2005: What Now?
- 2006: It Takes Two!
- 2008: Other People  with Hugo Wolf String Quartet
- 2011: One of Many  with John Taylor and Steve Swallow
- 2012: The Long Waiting
- 2013: Mirrors (Edition Records) London Vocal Project with Norma Winstone
- 2013: Six for Six (recorded 2008)
- 2015: Songs for Quintet
- 2015: On the Way to Two